# Franz Krones von Marchland

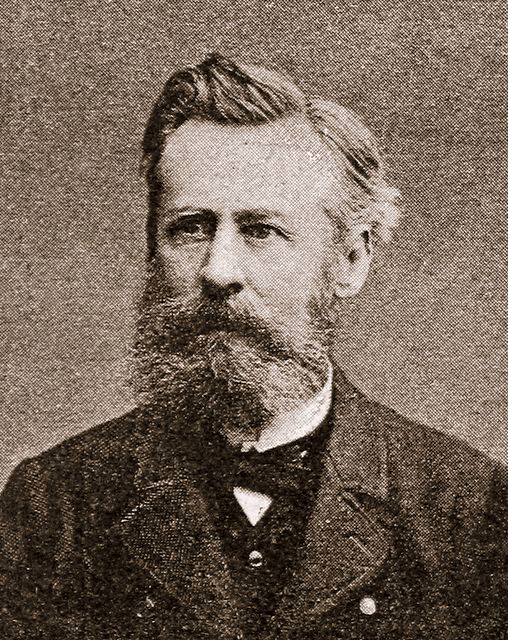
Franz Krones Ritter von Marchland

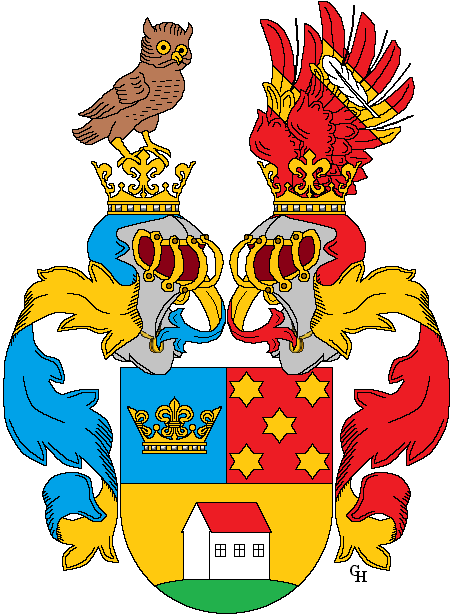
Wappen des Franz Krones Ritter von Marchland

Franz Krones, ab 1879 Krones Ritter von Marchland (* 19. November 1835 in Ungarisch-Ostrau; † 17. Oktober 1902 in Graz) war ein österreichischer Historiker.

## Leben
Nach Absolvierung des Gymnasiums zog Franz Krones nach Wien, studierte dort Geschichte und besuchte den ersten Lehrgang des 1854 neu gegründeten Instituts für Österreichische Geschichtsforschung. Mit 22 Jahren nahm er – vor allem aus finanziellen Gründen – eine Stelle als Supplent (Hilfslehrer) an der Rechtsakademie Kaschau an und erlangte bald den Titel eines Professors. Dort eignete er sich auch seine fundierten Kenntnisse der ungarischen Geschichte an und erlernte die magyarische Sprache.
Im November 1861 wurde Krones Professor am k. und k. Gymnasium in Graz. In diese Zeit fiel die Abfassung seiner ersten großen wissenschaftlichen Arbeit zum Geschichtsleben der deutschösterreichischen Ländergruppe vom 10. bis zum 16. Jahrhundert, mit dieser Arbeit konnte sich Krones an der Karl-Franzens-Universität Graz habilitieren. 1864 wurde er dort außerplanmäßiger Professor, im Jahr darauf ordentlicher Professor für Österreichische Geschichte. Krones war der erste Inhaber eines Lehrstuhls für Österreichische Geschichte an dieser Universität, den er bis zu seinem Tode 1902 innehatte. In diesen Jahren war er auch zweimal Dekan (1868/69 und 1872/73) sowie eine Periode lang Rektor (1876/77) der Universität. Krones wurde mit der Erstellung einer Festschrift für die Universität Graz zu ihrem 300-jährigen Bestehen 1885 beauftragt.
Ab 1874 war Krones korrespondierendes Mitglied der Akademie der Wissenschaften in Wien. 1879 wurde er nobilitiert und nannte sich seitdem Franz von Krones, Ritter von Marchland. Ab 1892 war er Mitglied der Historischen Landeskommission für Steiermark.
Er ist auf dem St.-Leonhard-Friedhof in Graz beigesetzt.

## Forschungsschwerpunkte
Krones entfaltete im Laufe seiner wissenschaftlichen Karriere eine beachtliche Publikationstätigkeit. Sehr früh beschäftigte er sich mit der Geschichte der nichtdeutschsprachigen Länder des Habsburgerreiches, insbesondere der Kronländer Böhmen und Ungarn. Zupass kamen ihm dabei seine Sprachkenntnisse und vor allem des Ungarischen, die er in den ersten Jahren als Wissenschaftler an der Universität Kaschau noch vertiefen konnte. So stützen sich zahlreiche Publikationen auf intensives Studium verschiedensprachiger Quellen, nicht zuletzt auch seine Überblickswerke zur österreichischen Geschichte. 
Zahlenmäßig den stärksten Schwerpunkt in Krones’ Werk bildet die Geschichte Steiermarks, in zahlreichen Aufsätzen widmete er sich verschiedener landeskundlicher Themen. Bekanntheit erlangte Krones aber vor allem mit seinen Überblickswerken zur Österreichischen Geschichte. In den Jahren 1876–1879 erschien im Verlag Grieben in Berlin sein Handbuch der Geschichte Österreichs in fünf Bänden, das 1880/81 eine Neuauflage beim Verlag Hofmann (Berlin) hatte und den Namen Krones allgemein bekannt machte. 1879 bot er eine kurzgefasste Österreichische Geschichte an, die sich an die Jugend wandte. 1882 publizierte er den Grundriß der österreichischen Geschichte in einem Band, der stärker als das Handbuch rezipiert wurde und ein breiteres Publikum fand. Wenige Jahre vor seinem Tod gab Krones noch eine zweibändige Österreichische Geschichte heraus. 
Krones hatte einen guten Kontakt zum österreichischen Kaiserhaus. Die intensive Erforschung des Erzherzog-Johann-Archivs in Graz wurde dadurch ermöglicht, zahlreiche Aufsätze und Monographien verdanken diesem Umstand ihren Ursprung.
Neben eigenen Veröffentlichungen war Krones auch Initiator und Mitbegründer des Historischen Atlas der österreichischen Alpenländer.
Die Publikationstätigkeit zeigt neben der Vielfalt an Schwerpunkten auch eine beachtliche zeitliche Breite, die vom Hochmittelalter bis in die Gegenwart des Autors reichte.

## Veröffentlichungen
- Umrisse des Geschichtslebens der deutsch-österreichischen Ländergruppe in seinen staatlichen Grundlagen vom 10. bis 16. Jahrhunderte. Wagner, Innsbruck 1863 (Google Buch).
- Handbuch der Geschichte Österreichs von der ältesten bis zur neuesten Zeit mit besonderer Rücksicht auf Länder-, Völkerkunde und Culturgeschichte bearbeitet. 5 Bände, Verlag Theobald Grieben, Berlin 1876–1879 (1. Band, 2. Band, 3. Band, 4. Band und 5. Band auf digitale-sammlungen.de).
- Grundriß der Oesterreichischen Geschichte mit besonderer Rücksicht auf Quellen- und Literaturkunde. Hölder, Wien 1882 (Google Buch).
- Die Freien von Saneck und ihre Chronik als Grafen von Cilli. Leuschner & Lubensky, Graz 1883 (slub-dresden.de).
- Geschichte der Karl-Franzens-Universität in Graz. Festgabe zur Feier ihres dreihundertjährigen Bestandes. Verlag der Karl-Franzens-Universität, Graz 1886 (Google Buch).
- Moritz von Kaiserfeld. Sein Leben und Wirken als Beitrag zur Staatsgeschichte Oesterreichs in den Jahren 1848 bis 1884. Duncker und Humblot, Leipzig 1888 (Google Buch).
- Die deutsche Besiedlung der östlichen Alpenländer insbesondere Steiermarks, Kärntens und Krains, nach ihren geschichtlichen und örtlichen Verhältnissen. Engelhorn, Stuttgart 1889.
- Landesfürst, Behörden und Stände des Herzogthums Steier 1283–1411. Styria, Graz 1900 (literature.at).
- Österreichische Geschichte. 2 Bände, Leipzig 1899–1900.